# John Bellamy Foster
John Bellamy Foster, född den 19 augusti 1953, är redaktör för det oberoende socialistiska magasinet Monthly Review och professor i sociologi vid University of Oregon i Eugene. Han har i sitt forskningsarbete fokuserat på politisk ekonomi, miljösociologi och marxistisk teori. Han är författare till ett flertal böcker.

## Inriktningen på forskningen
Foster inledde sin forskarkarriär med forskning om Marx politiska ekonomi och teorier om kapitalismens utveckling. Särskilt fokuserade Foster på Sweezy och Paul Barans teorier om monopolkapital. Under slutet av 1980-talet ändrade han delvis inriktning och började att studera olika ekologiska frågor. Relationen mellan den globala miljökrisen och krisen i den kapitalistiska ekonomin var i särskilt fokus, liksom sökandet efter ett hållbart socialistiskt alternativ. Under den perioden gav han ut böckerna The Vulnerable Planet: A Short Economic History of the Environment och Marx’s Ecology: Materialism and Nature.
Som redaktör för Monthly Review återvände Foster därefter till sin tidigare inriktning på politisk ekonomi, och nytt fokus blev då, särskilt efter 2001, analyser kring USA:s imperialistiska utrikespolitik. I boken Naked Imperialism: The U.S. Pursuit of Global Dominance var detta det ledande temat. 
I The Great Financial Crisis: Causes and Consequences, som han skrev tillsammans med Fred Magdoff, undersöker Foster den finansiella krisen som startade i USA under hösten 2008 och som därefter kom att påverka hela världsekonomin. Han hävdar i boken att den nuvarande krisen måste förstås som en del av en större kris för monopol-finans-kapitalismen. Han menar att i mogna kapitalistiska länder finns en tendens till stagnation, vilket i sin tur minskar investeringsmöjligheterna i den reala ekonomin. Av det skälet söker sig kapitalet till komplexa finansiella instrument. Men istället för att detta erbjuder en lösning så har det konstruktionen av "kasinoekonomin". Denna kasinoekonomi håller dock på att spricka på grund av inbyggda motsättningar, vilket finanskrisen var ett tydligt tecken på. Den enda lösningen, enligt Foster, är en radikal omstrukturering av hela ekonomin för att möta behoven hos världsmajoriteten. Istället för att målet är produktion för vinst så måste målet vara social nytta och användbarhet. 
Den senaste boken The Ecological Revolution: Making Peace with the Planet handlar om global uppvärmning, peak oil, utarmning av biologisk mångfald, vattenbrist, hunger, alternativa energikällor, hållbar utveckling och miljörättvisa. Foster argumenterar där för att vi har nått en vändpunkt i vår relation med jorden, och att alla försök att lösa våra problem med tekniska, industriella och kapitalistiska marknadsreformer som är frikopplade från sociala relationer är dömda att misslyckas eller vara otillräckliga.

## Publiceringar (böcker
- The Ecological Revolution: Making Peace with the Planet (2009)
- The Great Financial Crisis: Causes and Consequences (with Fred Magdoff, 2009)
- Critique of Intelligent Design: Materialism versus Creationism from Antiquity to the Present (with Brett Clark and Richard York, 2008)
- Naked Imperialism: The U.S. Pursuit of Global Dominance (2006)
- Pox Americana: Exposing the American Empire (co-edited with Robert McChesney, 2004)
- Ecology Against Capitalism (2002)
- Marx’s Ecology: Materialism and Nature (2000)
- Hungry For Profit: The Agribusiness Threat to Farmers, Food, and the Environment (1999, co-edited with Fred Magdoff and Frederick Buttel)
- The Vulnerable Planet: A Short Economic History of the Environment (1999, 2nd Ed.)
- In Defense of History: Marxism and the Postmodern Agenda (co-edited with Ellen Meiksins Wood, 1996)
- Capitalism and the Information Age: The Political Economy of the Global Communication Revolution (co-edited with Ellen Meiksins Wood and Robert W. McChesney, 1998)
- The Faltering Economy: The Problem of Accumulation under Monopoly Capitalism (co-edited with Henryk Szlajfer, 1984)

## Externa webbsidor
- Interview with John Bellamy Foster, Frontline magazine, 2006
- The Monthly Review Story by Robert W. McChesney
- Monthly Review website
- University of Oregon page
- John Bellamy Foster discusses his book Naked Imperialism with C.S. Soong on the KPFA radio program Against the Grain September 19, 2006 (link to audio download)
- John Bellamy Foster speaking at the Climate Change Social Change Conference - Sydney , Australia April 2008 (audio)
- Interview, Online Journal, February 27, 2009
- John Bellamy Foster, Marxist ecologist and editor of Monthly Review, addressed the Climate Change I Social Change Conference on ``Capitalism and Climate Change, Sydney, April 11, 2008
- Review of The Ecological Revolution: Making Peace with the Planet by Simon Butler
- The Vulnerable Planet Fifteen Years Later by John Bellamy Foster, Monthly Review, November 2009
- VIDEO:  John Bellamy Foster - The Crisis of Capital: Economy, Ecology and Empire, lecture delivered at the Econvergence Conference in Portland, Oregon, on October 2, 2009.